# 't Sas
 't Sas is een woon- en winkelgebied in het centrum van de Nederlandse stad Breda dat werd geopend in 2003.
't Sas is een winkelhof bestaande uit winkels, horecagelegenheden en een hotel. De hoofdingang van 't Sas is aan de Lange Brugstraat, tegenover de ingang van winkelcentrum De Barones. Het winkelgebied is daarnaast te bereiken via de ingangen aan de Havermarkt en de Torenstraat. 't Sas bevindt zich middenin Breda op de locatie waar vroeger de Torenpassage gevestigd was.
De naam 't Sas is afkomstig van Broodfabriek t' Sas. Naamdrager Frans t' Sas was aan het einde van de 19e eeuw een succesvol bakker. In 1877 opende hij zijn broodfabriek op de huidige locatie van het winkelgebied.
't Sas werd in 2004 onderscheiden met de FGH-vastgoedprijs, een initiatief van de FGHbank.

## Galerij

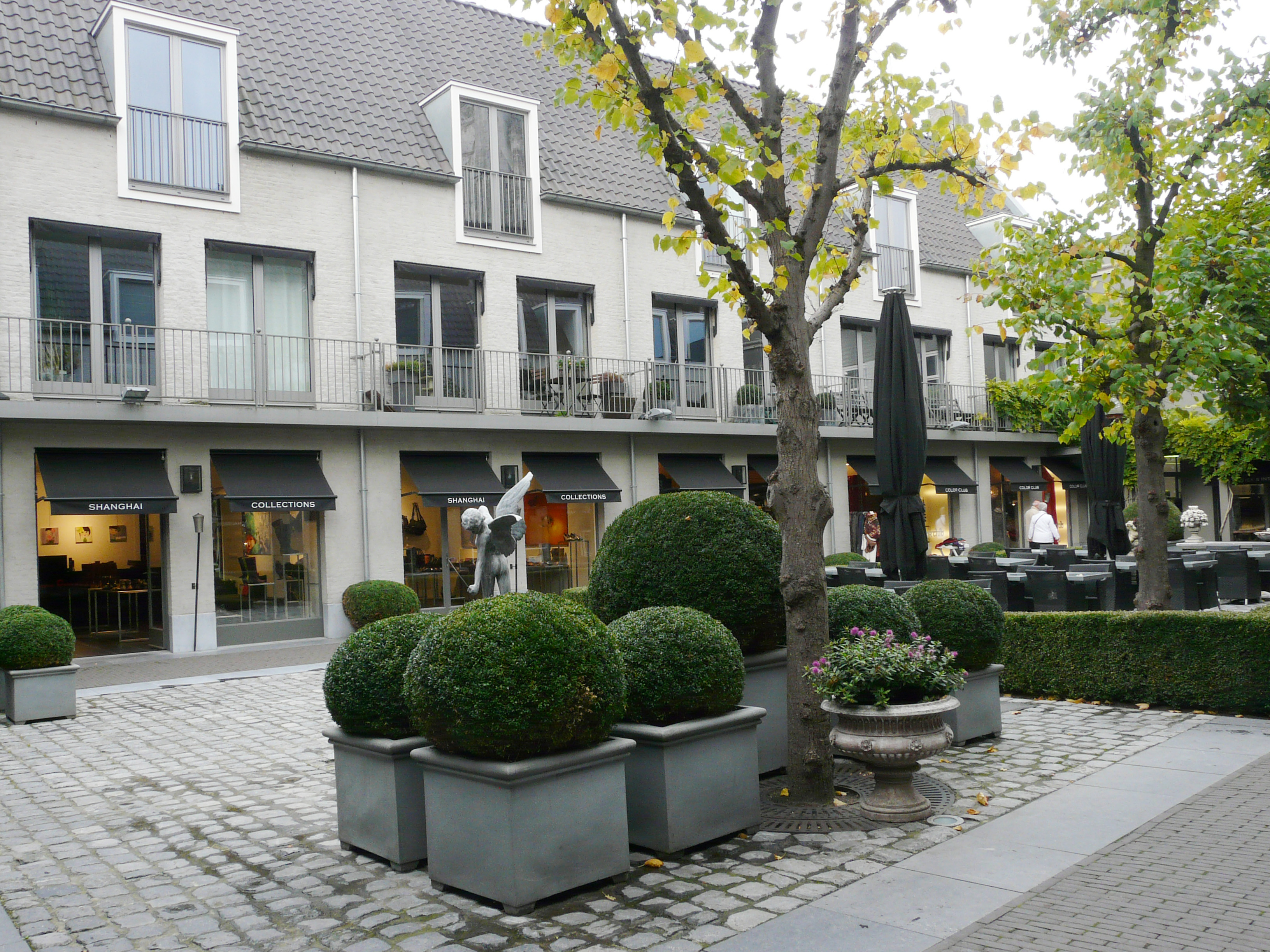
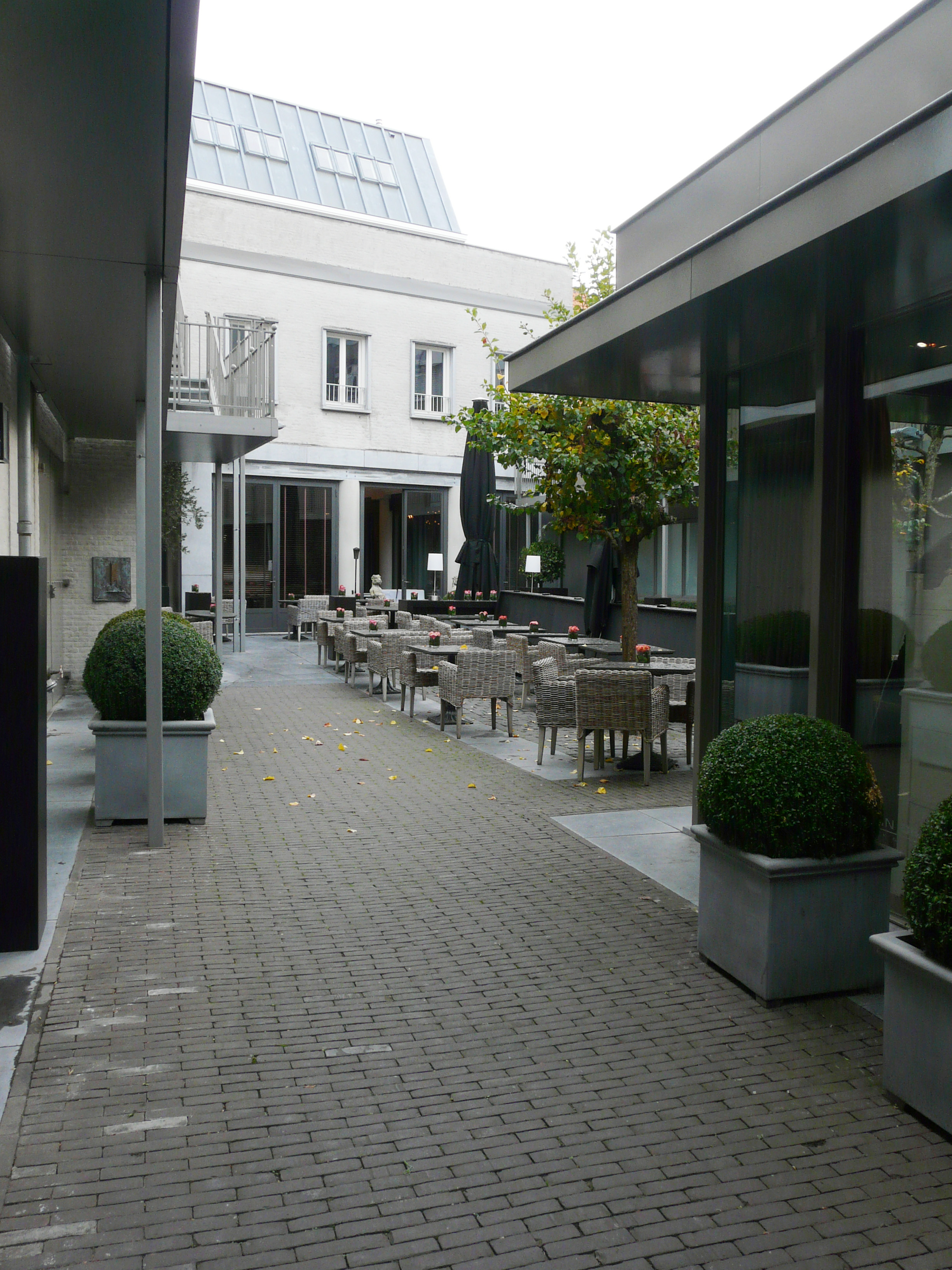
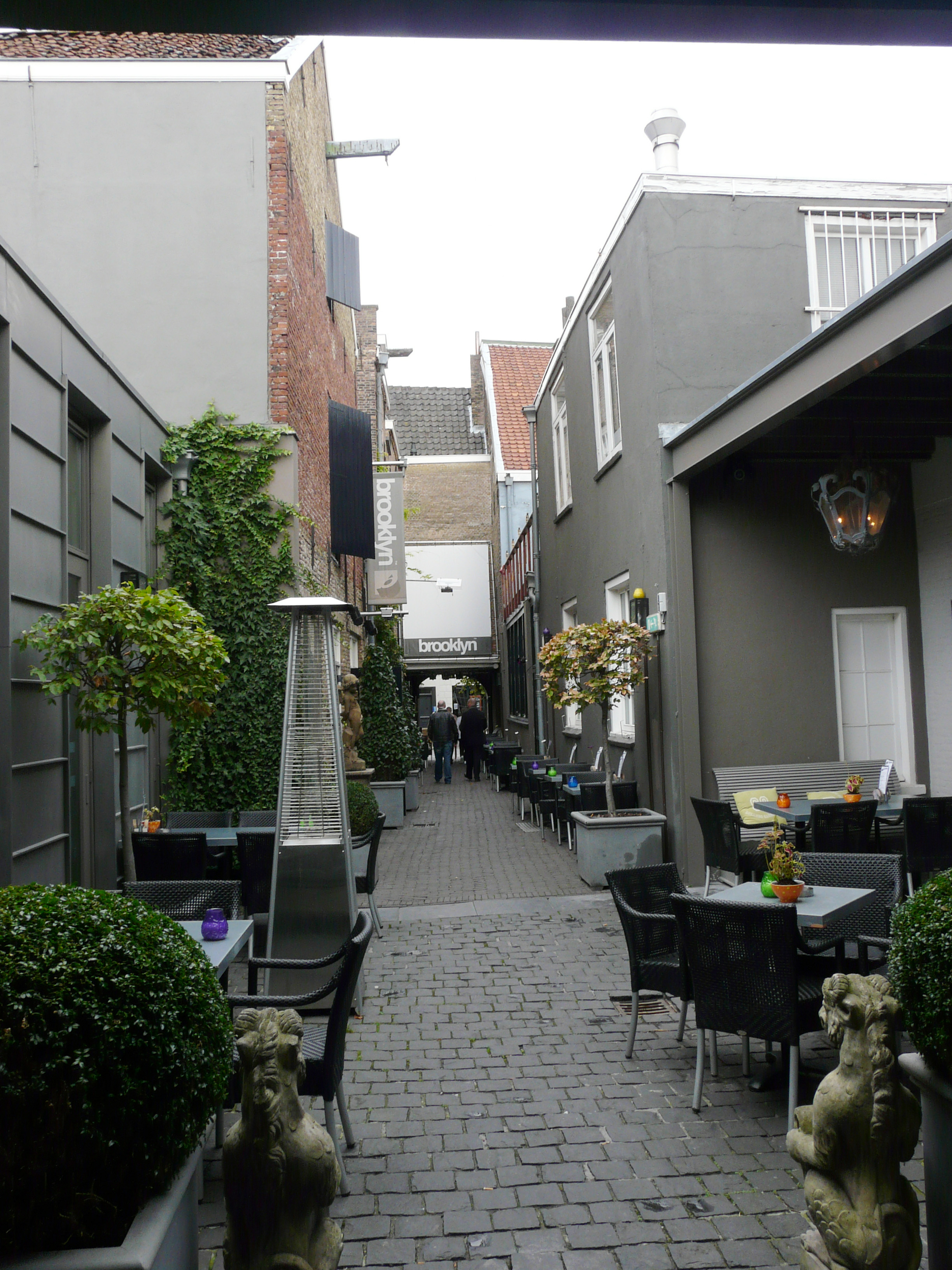